# Miles Wolff
Miles Wolff, né Miles Wolff Junior à Baltimore le 30 décembre 1943, est un entrepreneur américain et propriétaire d'équipes de baseball dans les ligues mineures et indépendantes. Il mène en parallèle de ses activités de gérance une carrière d'écrivain et d'éditeur. 
Il est considéré comme le « parrain des ligues indépendantes de baseball »,, contemporaines, c'est-à-dire comprenant équipes professionnelles qui ne sont pas des clubs-école pour les ligues majeures. 

## Biographie

### Enfance

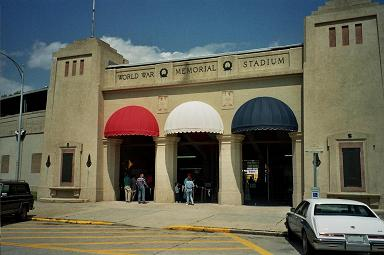
Le stade World War Memorial de Greensboro.

Miles Wolff est né à Baltimore le 30 décembre 1943. Il est le fils d'Anna Webster et de Miles Wolff. Il grandit avec deux sœurs plus âgées, Ann et Lila.
Lorsqu'il est âgé de six ans, son père, alors éditeur du Baltimore Evening Sun, est embauché par le Greensboro Daily News (en); la famille déménage ainsi en Caroline du Nord. Wolff devient un partisan des Patriots de Greensboro (en). Dès l'âge de 12 ans, il est employé par son équipe favorite comme vendeur de sodas lors des matches au stade World War Memorial (en). Dès l'adolescence, malgré un talent moyen, il est persuadé qu'il œuvrera dans le monde du baseball pour le reste de ses jours.

### Études
En 1965, il obtient un baccalauréat en histoire de l'université Johns-Hopkins tout en poursuivant un parcours d'athlète d'élite au basketball. Il complète ensuite une maîtrise en histoire méridionale des États-Unis de l'université de Virginie. Son mémoire portant sur la grève des travailleurs du comptoir lunch du Woolworth's de Greensboro comme jalon du mouvement américain pour les droits civiques, Lunch at the 5 & 10, est d'ailleurs édité en 1970, puis réédité en 1990,.

### Premiers pas dans le baseball

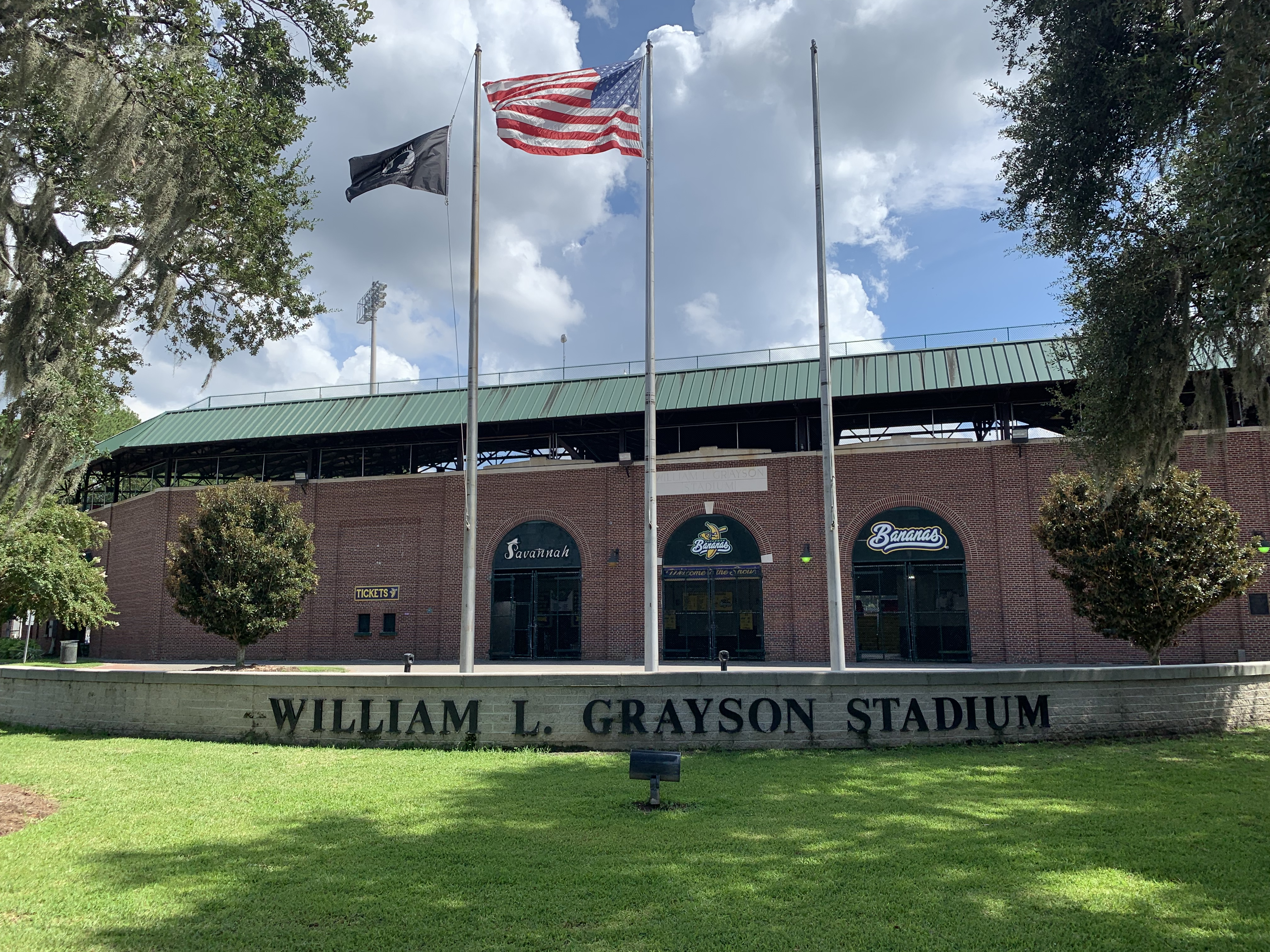
Le stade William L. Grayson des Braves de Savannah.

En 1970, près trois ans engagé dans la marine américaine, il est embauché comme directeur-gérant des Braves de Savannah (en), une filiale de niveau AA des Braves d'Atlanta. Ses succès lui valent d'autres postes de directeur-gérant d'équipes de ligues mineures dans le Sud-Est des États-Unis et d'une équipe de soccer à Toronto, au Canada. Lors des saisons mortes, il s'installe dans une petite cabine près de la plage à Savannah et s'adonne à l'écriture d'un roman de mystère, Season of the Owl,.

### Une décennie d'acquisitions
Miles Wolff acquiert sa première franchise de baseball mineur en 1979 au prix de 2 417 $ : les Bulls de Durham, une filiale de niveau A (en) des Braves d'Atlanta. Il s'agit alors d'une équipe d'expansion; tout est à construire, même le capital de départ. Il réussit à amasser 30 000 $ de sa famille et ses amis (dont le producteur de cinéma Thom Mount (en)), puis assemble à la toute dernière minute une équipe-étoile gérée par le coloré « Dirty » Al Gallagher (en). Dix joueurs de la première mouture parviennent éventuellement aux ligues majeures,,.

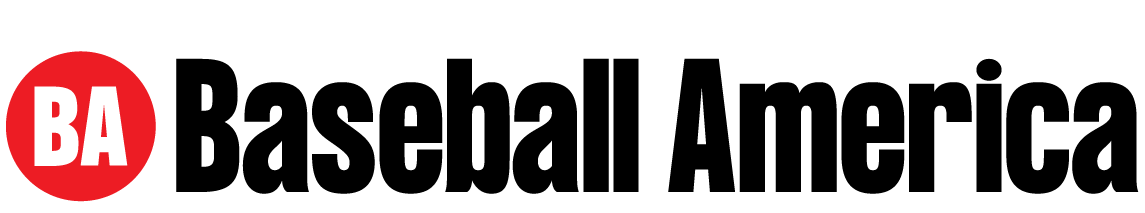
Logo du périodique Baseball America.

Vers 1981, il se porte acquéreur du All American Baseball News, un magazine bimensuel canadien. Il change le nom pour Baseball America et convainc le rédacteur en chef, Allan Simpson, d'immigrer en Caroline du Nord. Baseball America devient rapidement le périodique de référence pour le sport,.

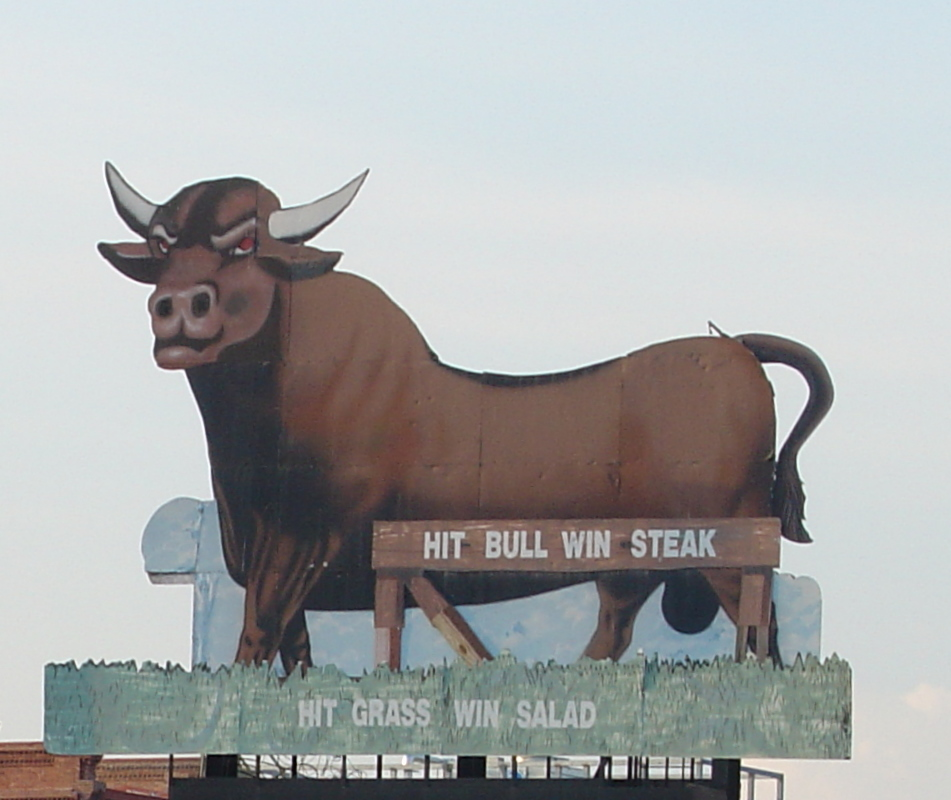
Un panneau promotionnel ayant servi de décor au film Duo à trois au stade des Bulls.

Galvanisé par le succès des Bulls, Wolff se spécialise dans le redressement d'équipes des ligues mineures en difficultés financières. Il acquiert puis revend les Blue Sox d'Utica (en) avec son partenaire d'affaire Van Schley, investisseur dans les Bulls. Comme pour les Bulls et Thom Mount avec Duo à trois, Wolff et Schley misent sur l'artialisation du baseball pour raviver la popularité de l'équipe; le journaliste sportif primé Roger Kahn publie Good Enough to Dream, un livre portant sur la franchise aux chaussette bleues, qui permet de la faire connaître. Entre 1982 et 1988, Wolff procède également à des achats-revente avec les Braves de Pulaski, les Tourists d'Asheville (en) et les Copper Kings de Butte. Il met aussi la main sur les Indians de Burlington (en) en 1986. En 1988, après le succès de Duo à trois, Wolff revend ses parts dans les Bulls,.

### Constitution de ligues indépendantes
En 1990, frustré par les négociations qu'il doit mener entre les ligues mineures et majeures, Wolff réfléchit à un modèle d'affaires inspiré des Mavericks de Portland : une ligue constituée d'équipes rentables, indépendantes du système de développement des ligues majeures. Pour Wolff, le système de filiales mine la profitabilité des clubs-école connaissant du succès puisque leurs meilleurs joueurs sont voués à être promus dans les ligues de calibre supérieur. Il réussit à convaincre des investisseurs désireux de participer à cette ligue dans le nord des États-Unis et au Canada : à Duluth, Saint Paul et Rochester au Minnesota, à Sioux Falls au Dakota du Sud, à Sioux City en Iowa et à Thunder Bay en Ontario. La ligue Northern (en) démarre ses activités en 1993. La plupart des équipes connaissent du succès, à l'exception de la franchise de Rochester, qui déménage à Winnipeg l'année suivante.
Wolff est aussi impliqué dans la constitution de la ligue Northeast (en), regroupant des équipes de New York et de la Nouvelle-Angleterre. Il en est même le commissaire au moment de la fusion avec la ligue Northern en 1999. En 2002, les ligues Northeast et Northern sont scindées de nouveau; Wolff quitte la tête de la Northern, mais demeure aux commandes de la Northeast. En 2004, quelques équipes de la ligue Northern forment l'Association américaine du baseball professionnel et la ligue Northeast devient la ligue Can-Am. Miles Wolff devient le commissaire des deux nouvelles ligues et le demeure jusqu'en 2019.

### Fondation des Capitales de Québec

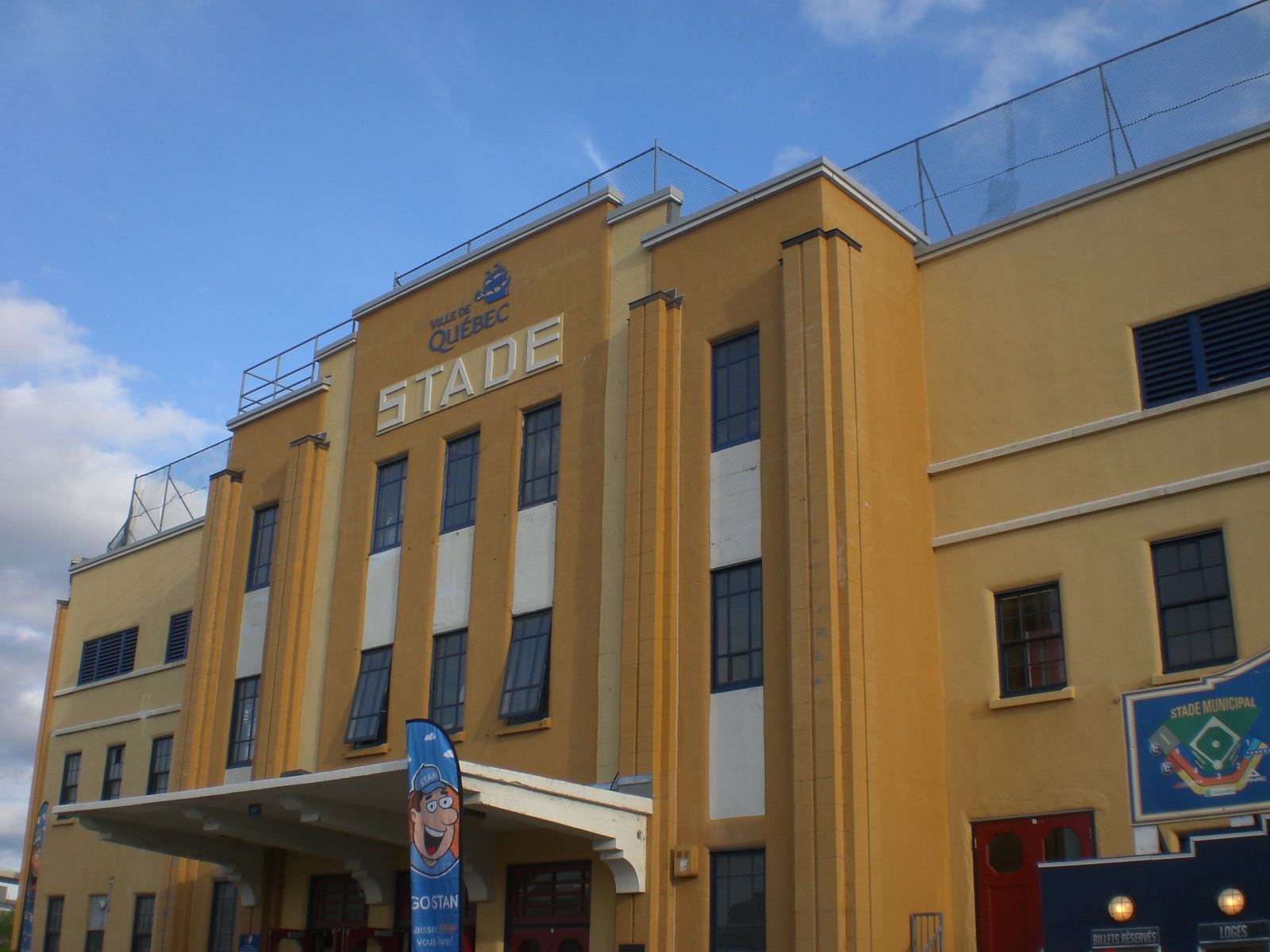
Le stade municipal de Québec doit être rénové afin d'accueillir la nouvelle équipe.

En 1998, Wolff acquiert les Blue Ox de Bangor (en) avec l'intention de les déménager à Québec. Wolff avait déjà été approché en 1994 par deux québécois, Jean-François Côté et André Lachance, intéressés à obtenir des conseils de l'entrepreneur américain sur le démarrage d'une équipe de baseball indépendant,,.
Wolff fonde les Capitales de Québec en 1998. Il déménage au Canada avec sa famille; sa femme, une Franco-Américaine née au Maine, l'épaule afin d'établir des liens avec la communauté québécoise francophone tandis que Côté devient le premier employé de l'équipe,. Contrairement aux autres équipes qu'il détient à l'époque, Wolff doit s'assurer de la gestion des opérations lui-même. Il annonce ensuite l'embauche de l'ancien voltigeur Nick Belmonte à la direction des opérations, de l'« excentrique » mais réputé Van Schley au poste de recruteur, de l'ancien troisième but Jay Ward au poste de gérant et de Michael Dumas, joueur d'impact ayant atteint le niveau AA dans le circuit de développement des Brewers de Milwaukee. Le premier match est joué le 4 juin 1999.

## Distinctions reçues
The Sporting News déclare Miles Wolff Class AA minor league executive of the year (« cadre supérieur de l'année pour le niveau AA ») en 1971.
En 2004, Charles Hirshberg (en), dans un livre soulignant les 25 ans de la chaîne ESPN, l'identifie comme l'un des 10 meilleurs propriétaires d'équipes sportives,. En 2011, John Thorn (en), l'historien en résidence de la MLB, le place sur la liste des 100 personnes les plus influentes du monde du baseball,.
Baseball Québec fait entrer Miles Wolff au temple de la renommée du baseball québécois en 2012. À son intronisation, il est la seule personne d'origine étrangère à y avoir été admise,.
En 2024, les Capitales de Québec intronisent Wolff, leur fondateur, au mur de l'excellence du Stade Canac. Ils retirent aussi en son honneur le chandail numéro 99, année de la première saison de l'équipe.

## Œuvres publiées
Les livres suivants de Wolff ont été publiés à compte d'éditeur:
- (en-US) Miles Wolff, Season of the Owl, New York, Stein and Day, 1980 (ISBN 978-0-812-82744-6, OCLC 6533449);
- (en-US) Miles Wolff, Lunch at the 5 & 10, Chicago, I. R. Dee, 1990, 2e éd., 204 p. (ISBN 978-0-929-58731-8, OCLC 21372884);
- (en-US) Miles Wolff, There's a bulldozer on home plate : a 50 year journey in minor league baseball, Jefferson, McFarland & Company, 2023, 177 p. (ISBN 978-1-476-69017-9, OCLC 1365386032);
- (en-US) Miles Wolff et Lloyd Johnson, The Encyclopedia of minor league baseball, Jefferson, McFarland & Company, 2024, 4e éd., 1049 p. (ISBN 978-1-4766-8929-6, OCLC 1389887774, lire en ligne).